# 7. ročník udílení Nickelodeon Kids' Choice Awards
7. ročník Nickelodeon Kids' Choice Awards se konal 1. května 1994 v Pantages Theater v Los Angeles. Ceremoniál moderovali Joey Lawrence, Candace Cameron a Marc Weiner.

## Vítězové a nominovaní

### Nejoblíbenější televizní herec
- Tim Allen (Kutil Tim)

### Nejoblíbenější televizní herečka
- Candace Cameron (Plný dům)

### Nejoblíbenější televizní seriál
- Kutil Tim

### Nejoblíbenější zpěvák/zpěvačka
- Whitney Houston

### Nejoblíbenější hudební skupina
- Aerosmith

### Nejoblíbenější písnička
- "Whoop (There It Is)" od Tag Team

### Nejoblíbenější filmová herečka
- Whoopi Goldberg (Sestra v akci 2)

### Nejoblíbenější filmový herec
- Robin Williams (Mrs. Doubtfire - Táta v sukni)

### Nejoblíbenější film
- Blbý a blbější

### Nejoblíbenější sportovec
- Michael Jordan

### Nejoblíbenější sportovkyně
- Nancy Kerrigan

### Nejoblíbenější sportovní tým
- Buffalo Bandits

### Nejoblíbenější mezinárodní umělec
- Let Loose

### Nejoblíbenější animovaný seriál
- Doug

### Nejoblíbenější videohra
- Super Mario World

### Nejoblíbenější animovaná hvězda
- Želvy Ninja